# The Tenth Sub Level of Suicide
The Tenth Sub Level of Suicide è l'album di debutto del gruppo black metal Leviathan, pubblicato nel 2003 dalla Moribund Records.

## Tracce
1. Introit – 1:14
2. Fucking Your Ghost in Chains of Ice – 5:40
3. Sardoniscorn – 9:54
4. The Bitter Emblem of Dissolve – 5:55
5. Scenic Solitude and Leprosy – 6:45
6. He Whom Shadows Move Towards – 6:38
7. Submersed – 3:15
8. Mine Molten Armor – 7:03
9. The Idiot Sun – 9:33
10. At the Door to the Tenth Sub Level of Suicide – 15:02